# Leosin
Leosin [pronunciación en polaco: /lɛˈɔɕin/] es un pueblo ubicado en el distrito administrativo de Gmina Koluszki, dentro del Distrito de Łódź Oriental, Voivodato de Łódź, en Polonia central. Se encuentra aproximadamente a 7 kilómetros al este de Koluszki y a 30 kilómetros al este de la capital regional Łódź.
El pueblo tiene una población de 80 habitantes.